# Synthes
Synthes è un'impresa svizzera attiva nel campo dell'Ingegneria biomedica.